# Come 2 Me New Remix
Come 2 Me New Remix은 대한민국 가수 엄정화의 리믹스 디지털 싱글이다. 2006년에 발매되었다. 타이틀곡은 〈Come 2 Me (New Remix Ver.)〉이다.

## 수록곡
1. Come 2 Me (New Remix Ver.)
2. 탐 (New Remix Ver.)